# Nährwertkennzeichnung

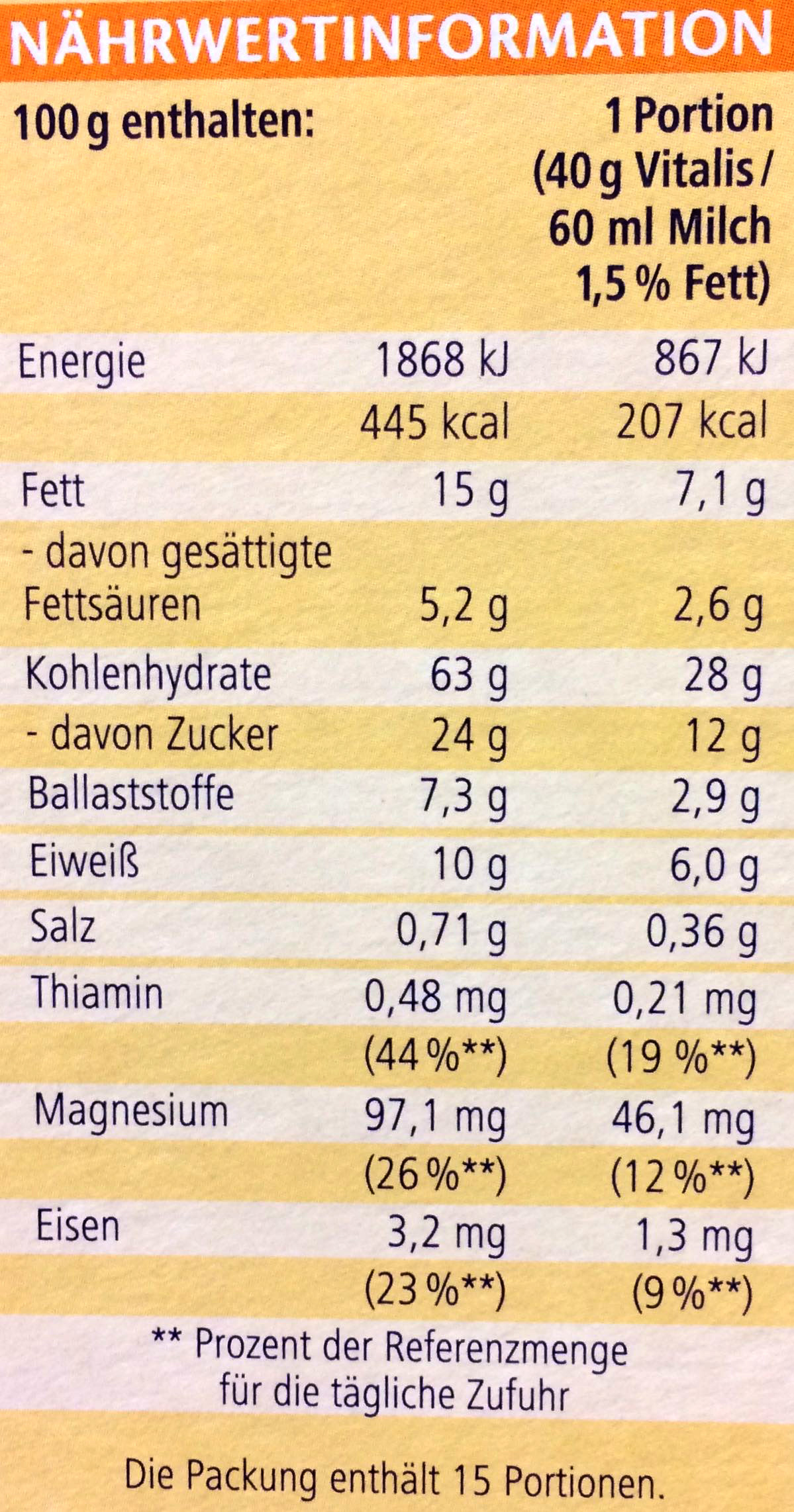
Nährwert-Information („Big Seven“) auf der Verpackung eines Müslis

Die Nährwertkennzeichnung ist die Angabe des durchschnittlichen Nährwerts auf Lebensmittelverpackungen. Sie erfolgt verpflichtend in den Mitgliedsstaaten der EU, und somit auch z. B. in Deutschland. 
Sie ist eine standardisierte Kennzeichnung (siehe Abbildung). Man findet sie auf fast allen verpackten Lebensmitteln. Die Nährwertkennzeichnung muss in der Form der „Big Seven“ aufgebracht werden. Grundlage ist die Verordnung (EU) Nr. 1169/2011 betreffend die Information der Verbraucher über Lebensmittel. Seit dem 14. Dezember 2016 ist die Nährwertkennzeichnung für alle verpackten und lose verkauften Lebensmittel verpflichtend – mit einigen Ausnahmen. Die Nährwertkennzeichnung ist integraler Bestandteil der Lebensmittel-Informationsverordnung.

## Umfang und Gestaltung der Nährwertkennzeichnung
Die „Big Seven“ sind: (jeweils pro 100 g bzw. 100 ml):
- Energiegehalt mindestens in Kilojoule
- Fett
  - davon gesättigte Fettsäuren
- Kohlenhydrate
  - davon Zucker
- Eiweiß
- Salz

In der Verordnung werden diese Begriffe wie folgt spezifiziert: Unter Fett werden alle Lipide gezählt. Unter Zucker werden Monosaccharide und Disaccharide verstanden. Mit Eiweiß wird eigentlich der Proteingehalt gemeint. Dieser wird mit folgender Formel berechnet: Eiweiß=Gesamtstickstoff (nach Kjeldahl) × 6,25.
Vitamine und andere Nährwerte (z. B. Ballaststoffe, Mineralstoffe) müssen dann zusätzlich angegeben werden, wenn sie auf der Verpackung herausgestellt werden. Ballaststoffe haben als spezielle Kohlehydrate in der EU-Nährwertkennzeichnung einen etwa halb so großen Brennwert wie die übrigen Kohlenhydrate zugewiesen bekommen.
Pflichtangaben müssen mindestens in 1,2 mm großer Schrift – bezogen auf das kleine „x“ – gedruckt werden.
Die Angaben der Nährwertkennzeichnung sind Durchschnittswerte und unterliegen gewissen natürlichen und produktionsbedingten Schwankungen.

## Rechtliches zum Thema Nährwertkennzeichnung
Nährwert- und gesundheitsbezogene Aussagen unterliegen der Verordnung (EG) Nr. 1924/2006 (Health Claims) (Health-claims-Verordnung). Gemäß dieser „Gesundheitsbehauptungen-Verordnung“ dürfen diese Angaben nur verwendet werden, wenn sie in einer Positiv-Liste der EU vermerkt sind. Die Liste enthält derzeit 222 gesundheitsbezogene Aussagen, die von der EFSA geprüft und für zutreffend zugelassen wurden. (Verordnung (EU) Nr. 432/2012)
Beispiel: Roggen-Ballaststoffe „tragen zu einer normalen Darm-Funktion bei“, wenn das verzehrsfertige Lebensmittel einen hohen Ballaststoffgehalt (= mind. 6 g Ballaststoffe pro 100 g) aufweist.

## Ausnahmen von der Nährwertkennzeichnung

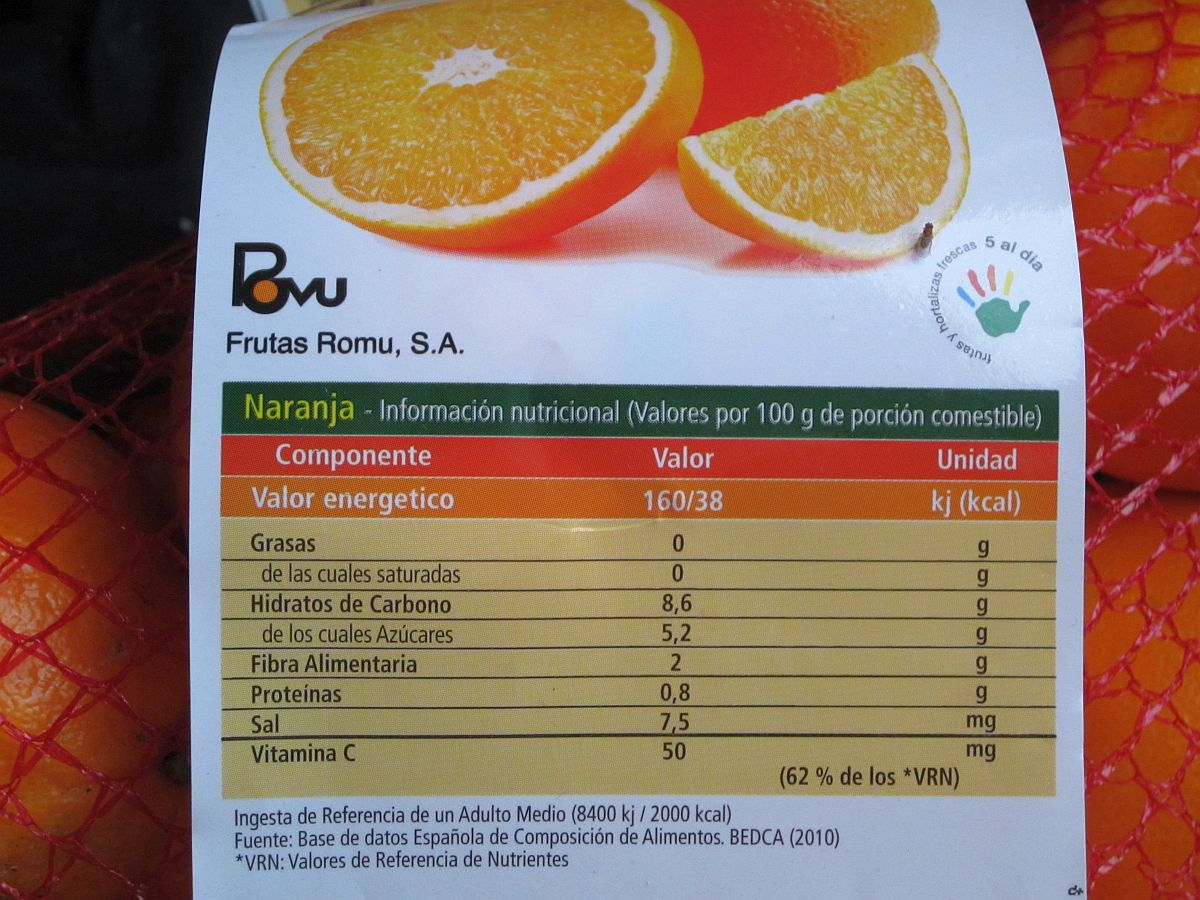
Seltene Nährwertangabe auf einem Netz Orangen, bei unverarbeiteten Früchten nicht vorgeschrieben

Ausnahmen von der verpflichtenden Nährwertkennzeichnung sind in der Verordnung (EU) Nr. 1169/2011 im Anhang V aufgeführt. Besondere Bedeutung hat hierbei der Absatz Nr. 19 für Direktvermarkter und Kleinproduzenten wie Handwerksbetriebe, Hofläden, Kleinunternehmer, Markthändler etc. Ihre Erzeugnisse sind von der Nährwertkennzeichnungspflicht ausgenommen.

„ANHANG V – LEBENSMITTEL, DIE VON DER VERPFLICHTENDEN NÄHRWERTDEKLARATION AUSGENOMMEN SIND […] 19. Lebensmittel, einschließlich handwerklich hergestellter Lebensmittel, die direkt in kleinen Mengen von Erzeugnissen durch den Hersteller an den Endverbraucher oder an lokale Einzelhandelsgeschäfte abgegeben werden, die die Erzeugnisse unmittelbar an den Endverbraucher abgeben.“